# Hökhults naturreservat
Hökhult är ett naturreservat i Älmhults kommun i Kronobergs län.
Området är skyddat sedan 2013 och är 9,6 hektar stort. Det är beläget strax nordväst om centrala Älmhult vid sjön Möckelns södra strand och består av lövskog och betesmarker.

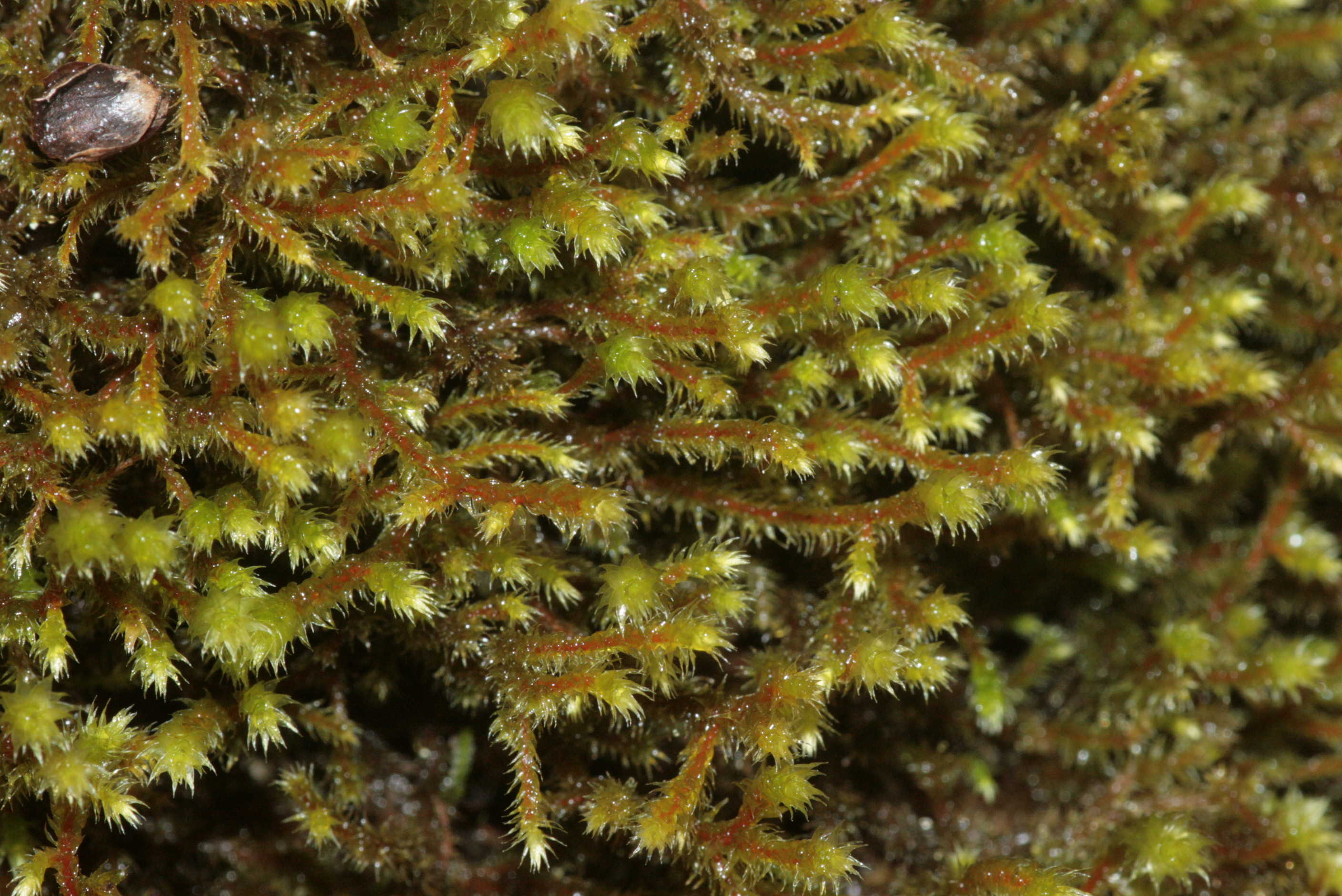
Fällmossa

Bokskogen i norra delen sluttar ner mot sjön. Träden är gamla och skogen innehåller en hel del död ved i form av högstubbar och liggande stammar. Där växer rödlistade lavar som bokvårtlav, bokkantlav och kortskaftad parasitspik. I denna skog kan man även finna  barkkornlav och fällmossa.
Betesmarkerna består av en blandning av öppna och trädklädda områden. Där växer hamlade lindar och på omkullfallna träd har man funnit den ovanliga svampen lindskål. Hela området är präglat av människans närvaro med odlingsrösen och stenmurar.
I väster finns lövsumpskog med al och björk. I sydöst ner mot sjön växer blandädellövskog med bland annat gamla grova lindar.